# Bavlník
Bavlník (Gossypium) je rod rostlin z čeledi slézovité. Zahrnuje přes 50 druhů a je rozšířen v tropech a subtropech všech kontinentů. Nejvíce druhů roste v Austrálii, Mexiku a v oblasti severovýchodní Afriky a Arábie. Bavlníky jsou keře nebo i stromy s jednoduchými celistvými nebo dlanitě laločnatými listy a nápadnými, žlutými nebo růžovými květy. Plodem je tobolka s dlouze vlnatými semeny. Bavlníky jsou staré kulturní rostliny, jejichž domestikace začala již před 5000 lety. Na světové produkci bavlny se asi 90 % podílí bavlník chlupatý. Nejkvalitnější vlákno poskytuje bavlník barbadoský. Vedlejšími produkty pěstování bavlníku jsou celulóza, bavlníkový olej a mouka.

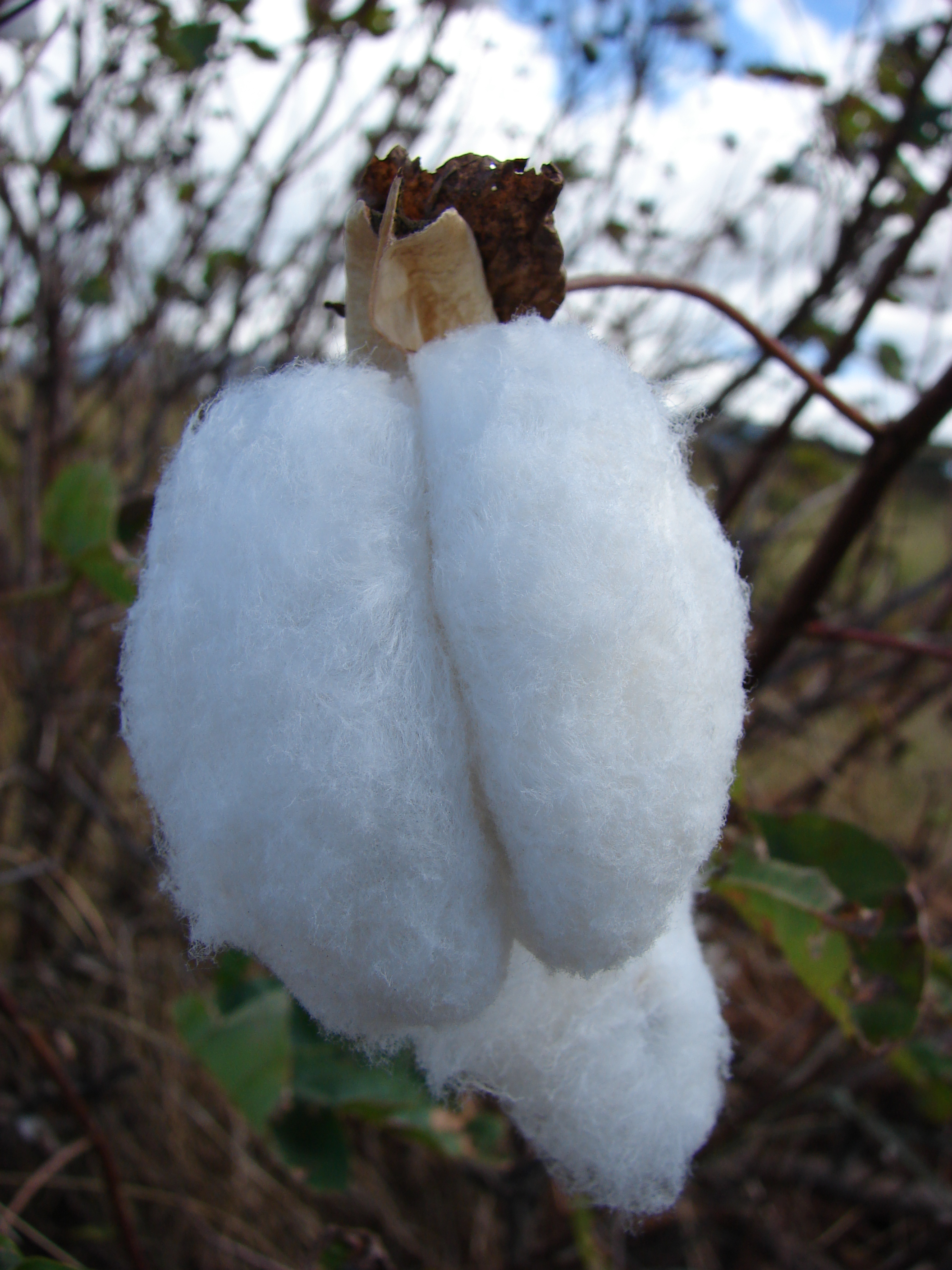
Puklá tobolka bavlníku barbadoského

## Popis
Bavlníky jsou vzpřímené nebo výjimečně plazivé keře, řidčeji i stromy. Planě rostoucí druhy jsou víceleté nebo vytrvalé. Rostliny jsou lysé nebo hvězdovitě chlupaté. Listy jsou jednoduché, střídavé, celistvé až hluboce dlanitě laločnaté, na bázi více či méně srdčité, celokrajné. Většinou je na listech jedno nebo více extraflorálních nektárií. Palisty jsou šídlovité nebo srpovité, vytrvalé nebo opadavé. Květy se rozvíjejí v paždí listů nebo v sympodiálních květenstvích a jsou podepřeny 3 listeny tvořícími zákrov. Kalich je na konci uťatý nebo pětizubý. Koruna je smetanová, žlutá nebo růžová, u některých druhů s tmavým středem, často žláznatě tečkovaná. Semeník je srostlý ze 3 až 5 plodolistů. Čnělka je jedna, nevětvená, se 3 až 5 sbíhavými bliznovými laloky. Plodem je vejcovitá, podlouhlá nebo téměř kulovitá, kožovitá tobolka pukající 3 až 5 chlopněmi. Obsahuje větší počet dlouze vlnatých (jen výjimečně téměř lysých) semen.

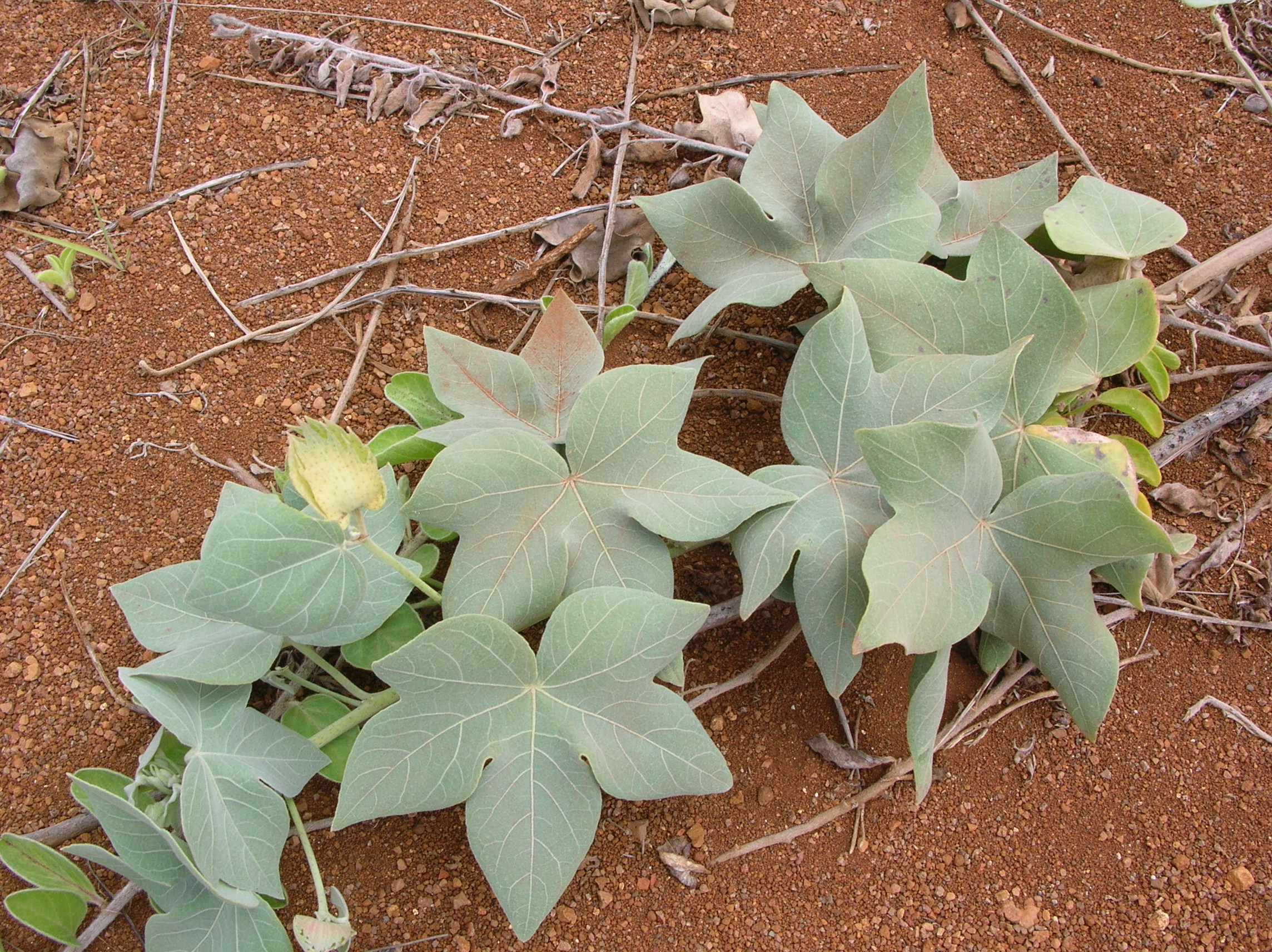
Plazivý havajský druh G. tomentosum
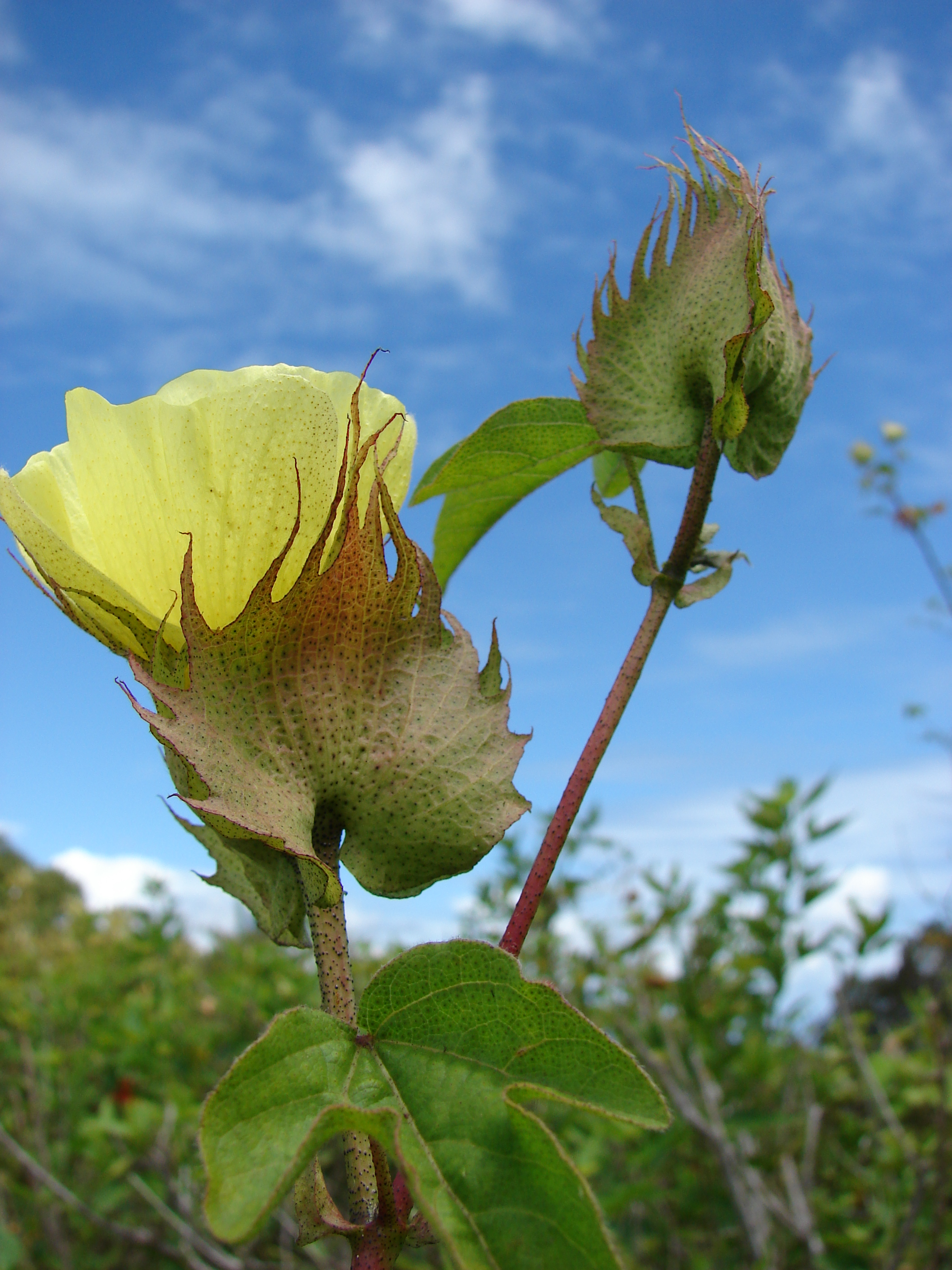
Květ bavlníku barbadoského podepřený nápadně tvarovanými listeny
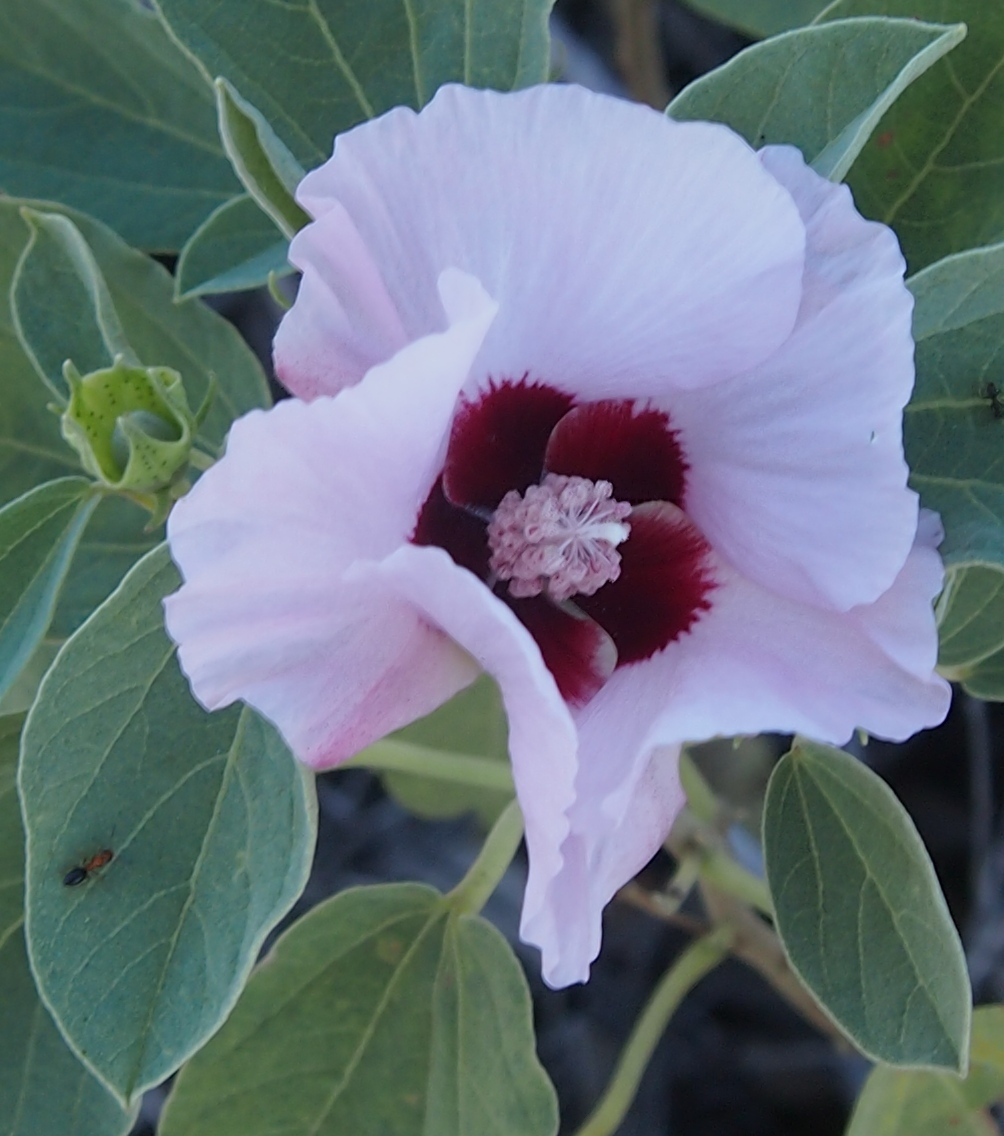
Květ australského druhu G. sturtianum

## Rozšíření
Rod bavlník zahrnuje asi 54 druhů. Je rozšířen v tropech a subtropech všech kontinentů.
Rod má 3 hlavní centra druhové diverzity: Austrálie (17 druhů zejména na severozápadě kontinentu), severovýchodní Afrika a navazující část Arábie (14 druhů) a západní oblasti středního a jižního Mexika (18 druhů). V Evropě není žádný druh bavlníku původní, některé druhy (G. herbaceum, G. hirsutum) zdomácněly ve Středomoří. Z USA jsou udávány 3 volně rostoucí druhy: G. hirsutum, G. armourianum a G. thurberi.

## Ekologické interakce
Květy bavlníků jsou velké a nápadné a opylují je různé druhy hmyzu, zejména včely, vosy, mouchy a brouci rodu lesknáček (Carpophilus). Často je navštěvuje včela medonosná. Na rostlinách se živí housenky černopásky bavlníkové (Heliothis armigera). Na kořenech bavlníků žijí symbiotické mykorhizní houby, zejména
Funneliformis mosseae. V Americe napadá bavlníky nosatcovitý brouk Anthonomus grandis, který se živí poupaty a květy.
Bavlníky mají v různých oblastech svého výskytu rozličná ekologická přizpůsobení.
Vytrvalé bylinné druhy z Austrálie jsou přizpůsobeny periodickým požárům. V jihozápadním Mexiku dosahují bavlníky podoby nízkých stromů, které přečkávají období sucha v bezlistém stavu.

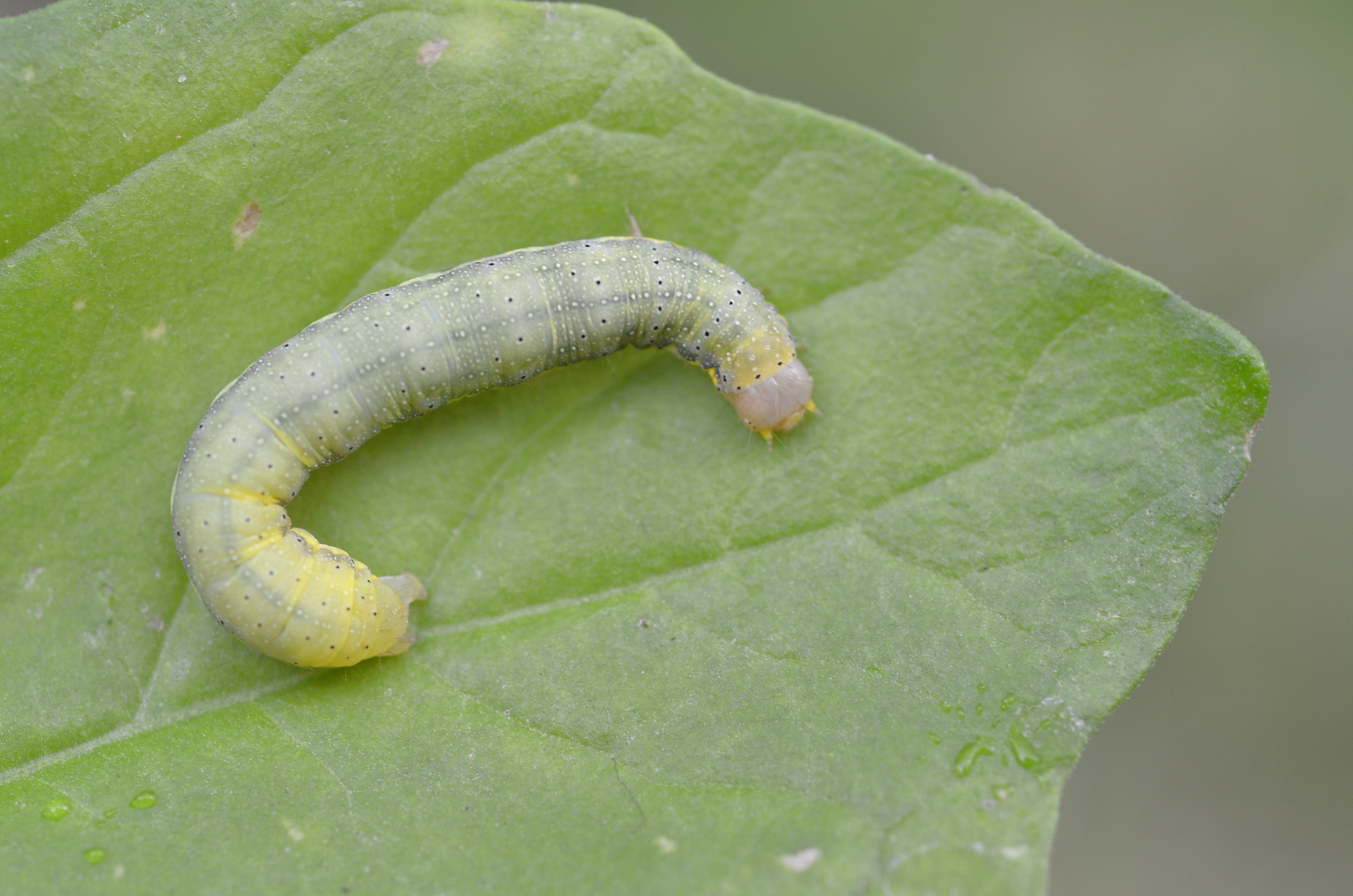
Housenka černopásky bavlníkové
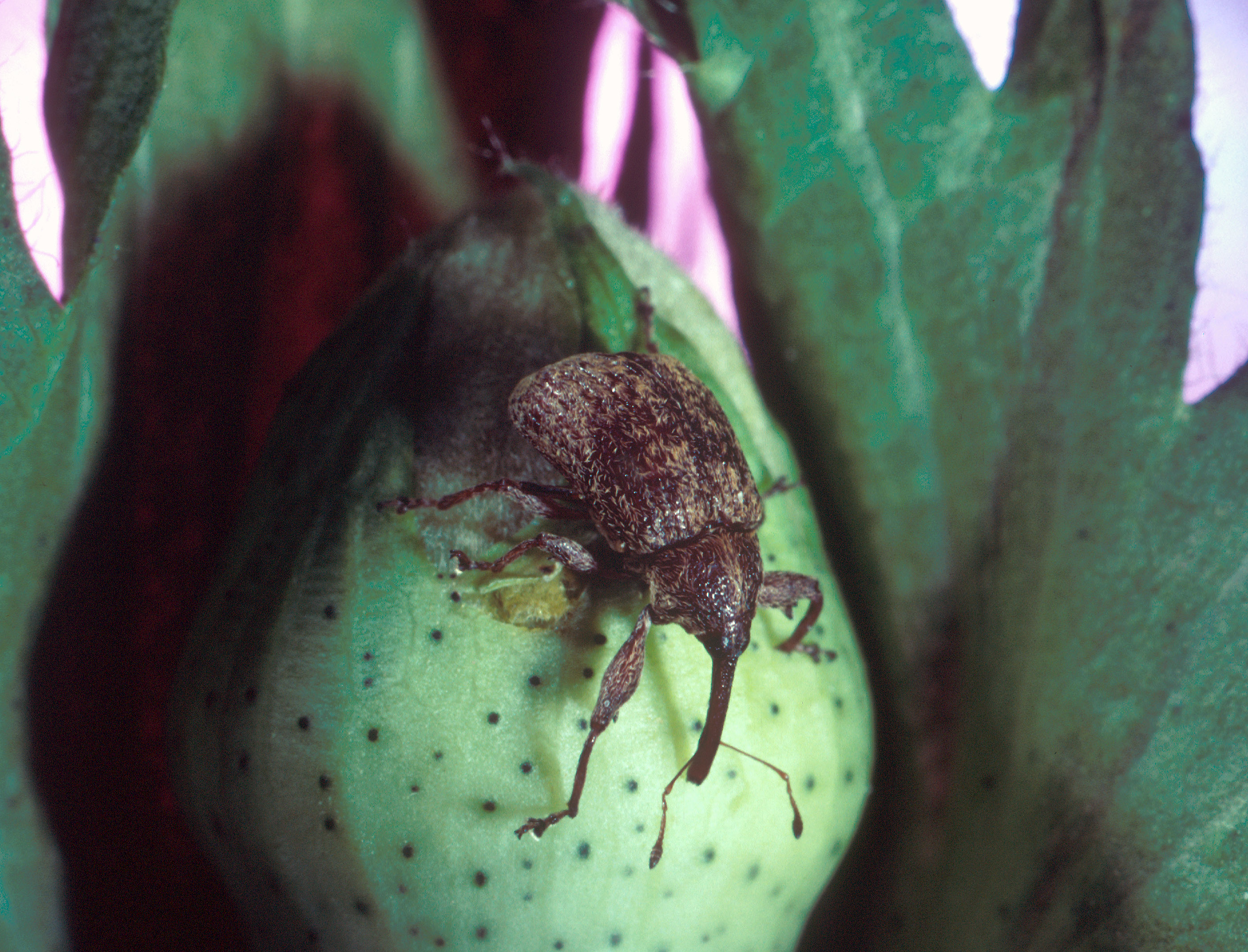
Nosatec Anthonomus grandis na poupěti bavlníku

## Zajímavosti
Krásně kvetoucí druh G. sturtianum byl v roce 1961 prohlášen národní květinou Severního teritoria v Austrálii.

## Zástupci
- bavlník barbadoský (Gossypium barbadense)
- bavlník bylinný (Gossypium herbaceum)
- bavlník chlupatý (Gossypium hirsutum), syn. bavlník srstnatý
- bavlník stromovitý (Gossypium arboreum)[8]
- Gossypium sturtianum (Austrálie)

## Taxonomie
Rod Gossypium je v rámci čeledi slézovité řazen do podčeledi Malvoideae a tribu Gossypieae. Typový druh je Gossypium arboreum, popsaný Carlem Linnéem v roce 1753. Mezi nejblíže příbuzné rody náleží podle výsledků fylogenetických studií rody Kokia a Gossypioides.
Studium taxonomie rodu bavlník má dlouhou historii, což souvisí s jeho ekonomickým významem. V průběhu 20. století vyšlo několik revizí, z nichž obecně nejpřijímanější byla Fryxellova z roku 1972 a 1992. Rod v ní byl na základě morfologie a fytogeografie rozdělen na 4 podrody a 8 sekcí.
- podrod Sturtia – 16 výhradně australských druhů
  - sekce Sturtia
  - sekce Grandicalyx
  - sekce Hibiscoidea
- podrod Houzingenia – 12 druhů, Amerika
  - sekce Houzingenia
  - sekce Erioxylum
- podrod Gossypium – 14 druhů, Afrika a Arábie
  - sekce Gossypium
  - sekce Serrata
- podrod Karpas – 5 tetraploidních druhů, Amerika a Havaj[4]

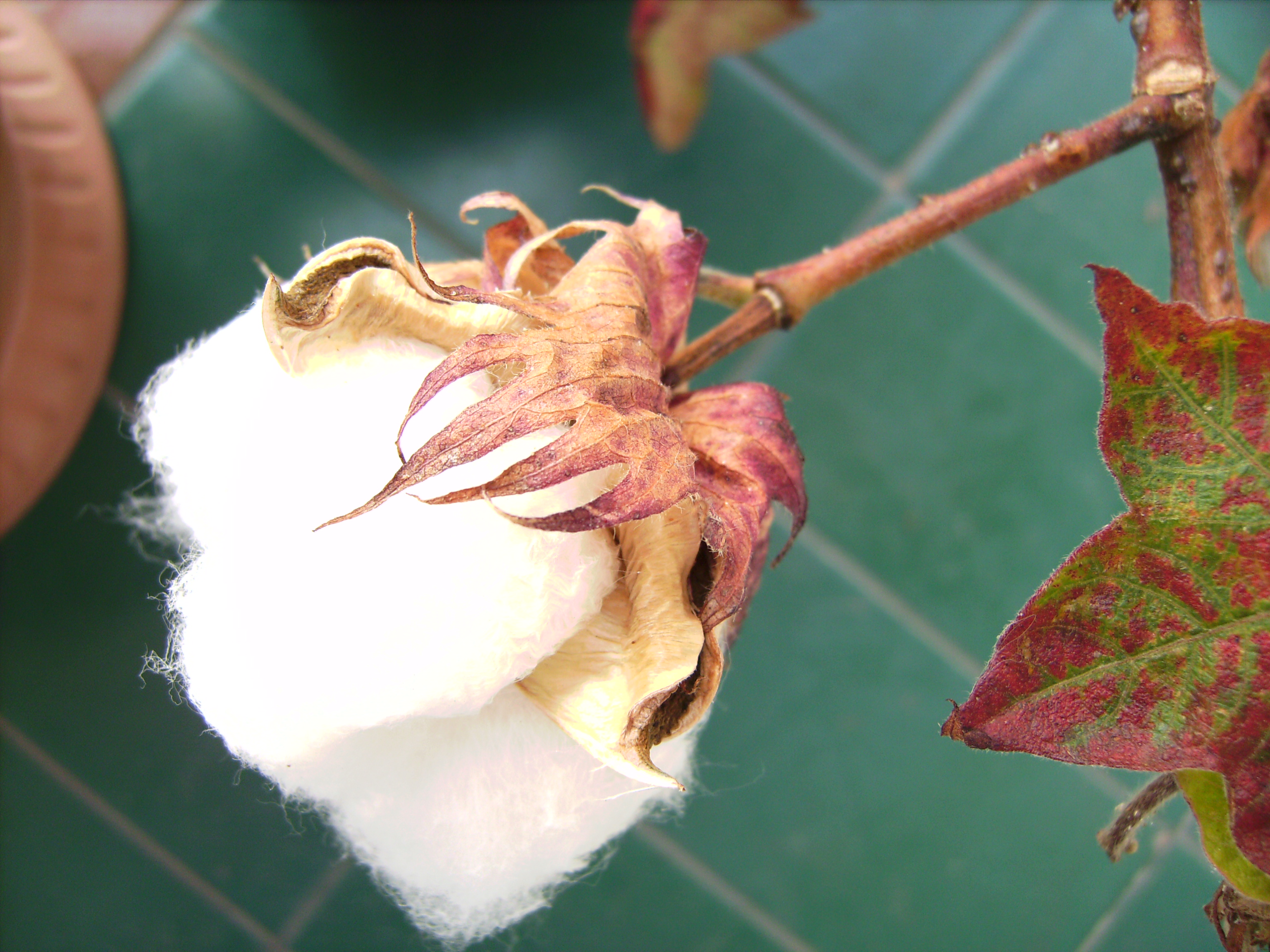
Bavlník chlupatý
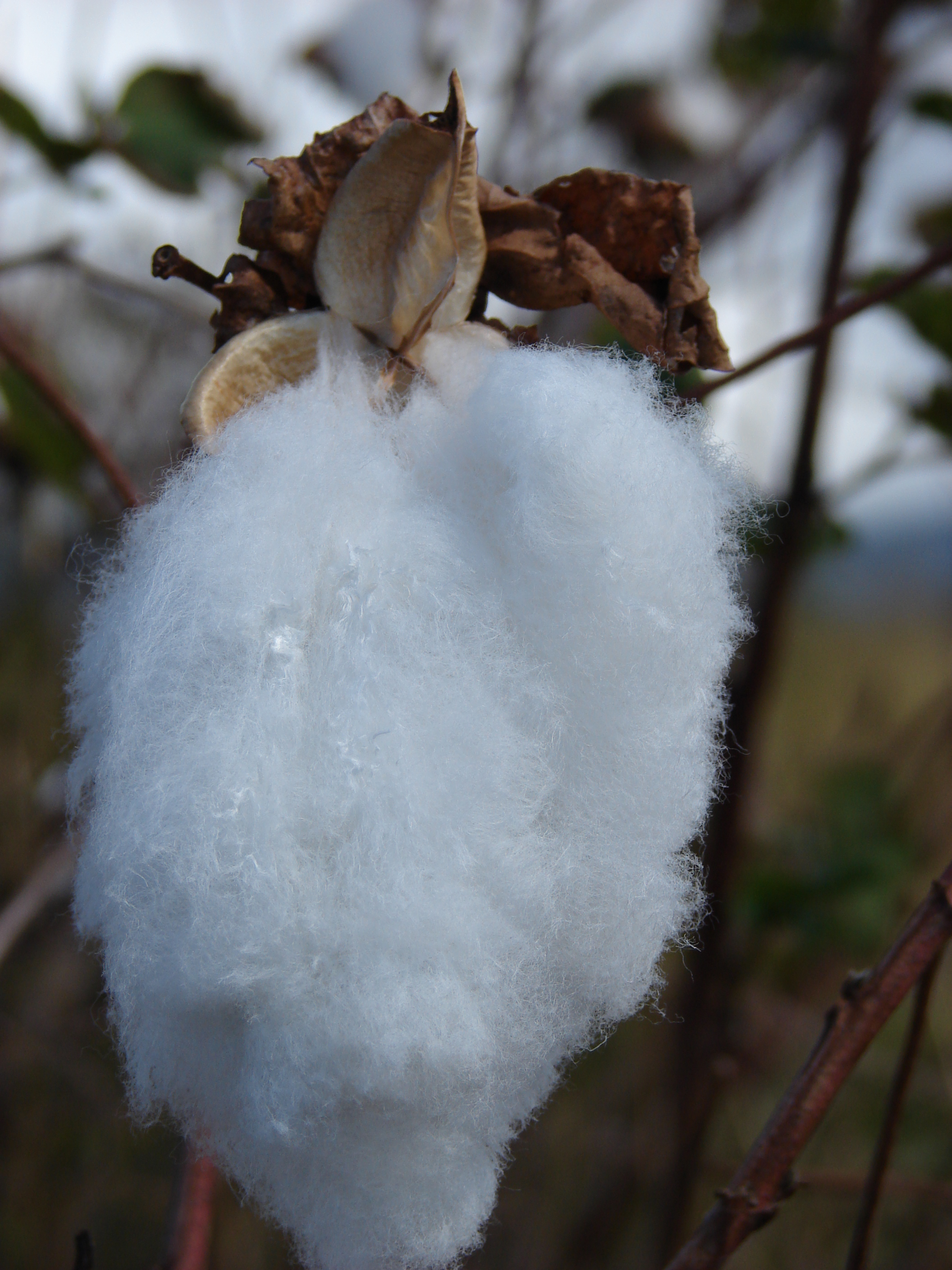
Bavlník barbadoský
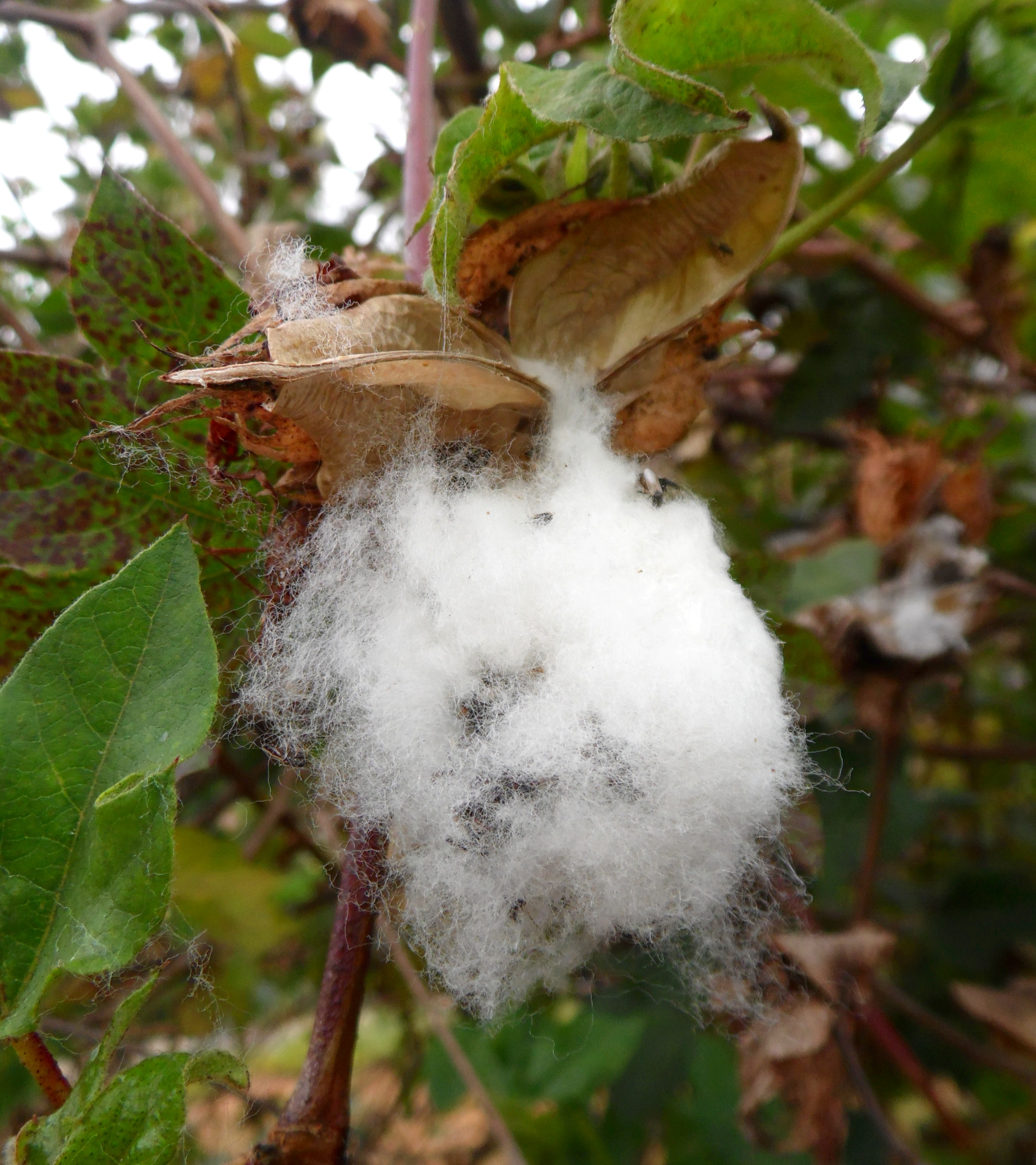
Bavlník stromový
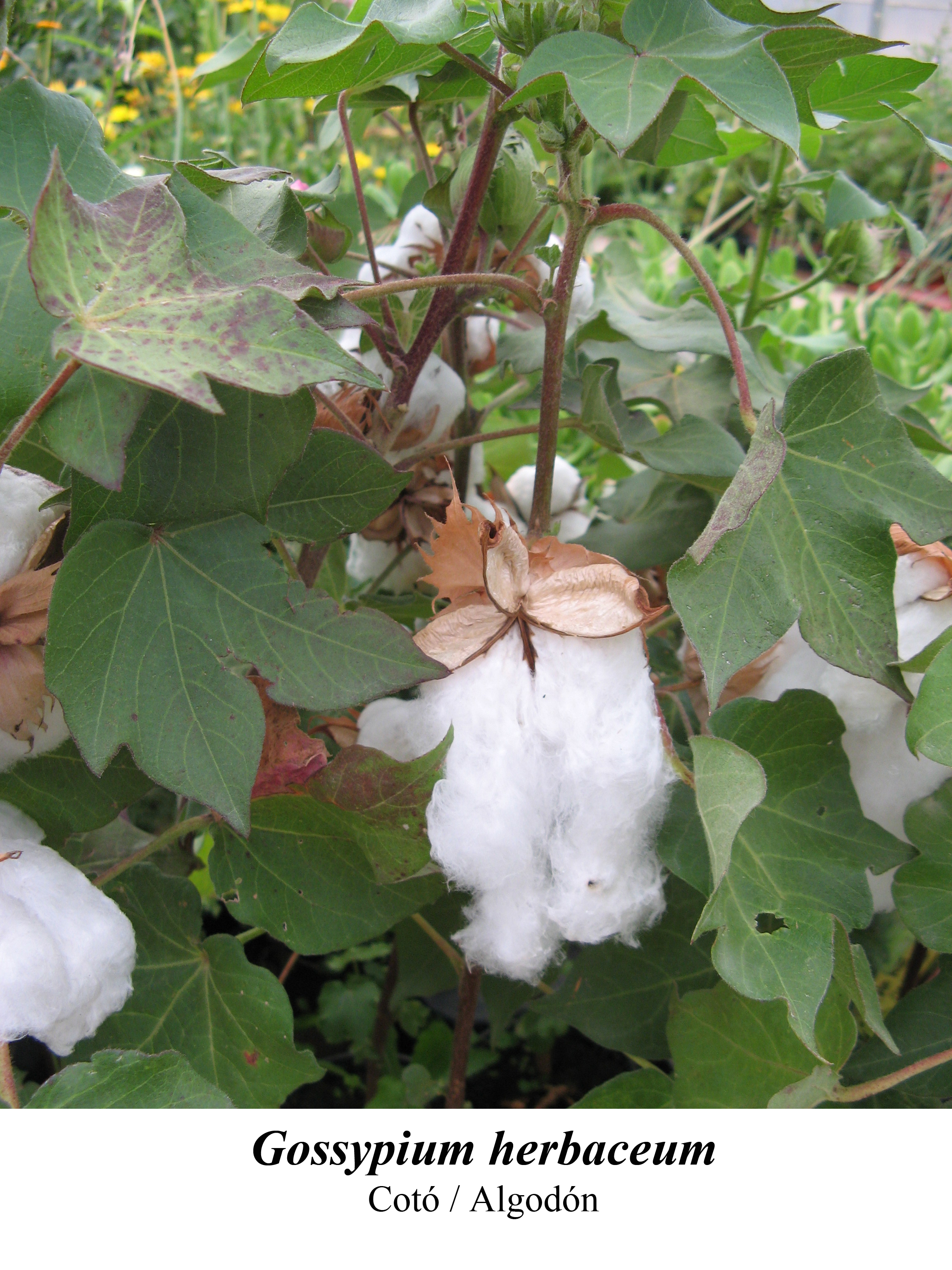
Bavlník bylinný

## Kulturní bavlníky

### Domestikace

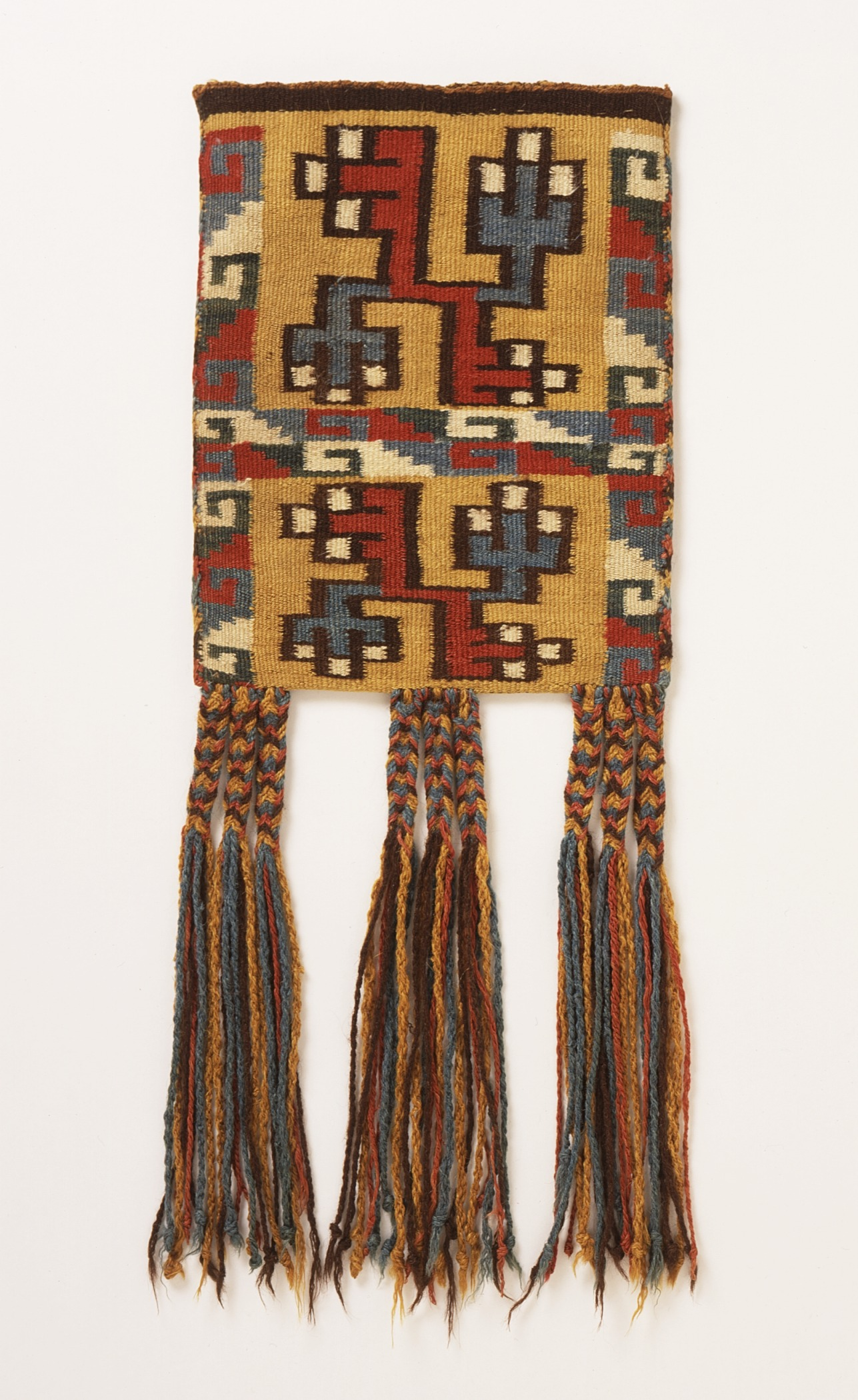
Váček na koku vyrobený z bavlny a lamí srsti. Peru, 600–800 n. l.

Nejstarší archeologické důkazy používání bavlny jsou asi 6000 let staré, prokázaná domestikace sahá do doby před 5000 lety. V současnosti existují 4 kulturní druhy, domestikované nezávisle v různých částech světa: bavlník barbadoský (Gossypium barbadense) v suché přímořské oblasti severního Peru a jižního Ekvádoru,
bavlník bylinný (G. herbaceum) v Africe,
bavlník chlupatý (G. hirsutum) na mexickém poloostrově Yucatán a
bavlník stromovitý (G. arboreum) v Indii. Americké druhy prošly v průběhu domestikace četnými fenotypovými změnami, jako je omezení dormance semen, posun ke kompaktnějšímu vzrůstu, nezávislost kvetení na délce dne a s tím související možnost pěstovat bavlník jako letničku. Vlákno kulturních rostlin je až o 80 % delší a také tenčí a pevnější než u divokých forem. Vykopávky v Peru ukázaly, že délka vlákna bavlníku barbadoského se v průběhu domestikace od doby 2500 př. n. l. po 1000 př. n. l. průběžně zvětšovala.

### Genetika
Různé aspekty genetické struktury bavlníku byly předmětem mnoha studií. Většina druhů jsou diploidy. Na základě genetické podobnosti byly tyto druhy rozděleny do 8 skupin označených velkými písmeny, přičemž typ genomu koresponduje s fytogeografií. Typ D se vyskytuje v Americe, typy C, G a K v Austrálii, zbývající typy (A, B, E, F) jsou rozšířeny v Africe, Arábii a Asii. Dále je známo asi 6 tetraploidních druhů, pocházejících jako planě rostoucí (G. tomentosum, G. mustelinum, G. darwinii, G. lanceolatum) nebo kulturní (G. hirsutum, G. barbadense) rostliny z Ameriky. Všechny tyto druhy obsahují kombinaci genomu AD, tedy kombinaci genomu amerického předka s předkem ze Starého světa. Jak ke spojení genomů pocházejících z různých polokoulí došlo není známo. Podle molekulárních hodin k této události došlo před 1 až 2 milióny let.